# Acolasis meskei
Acolasis meskei är en fjärilsart som beskrevs av Edwards 1882. Acolasis meskei ingår i släktet Acolasis och familjen nattflyn. Inga underarter finns listade i Catalogue of Life.